# Liste der Flüsse in Bayern

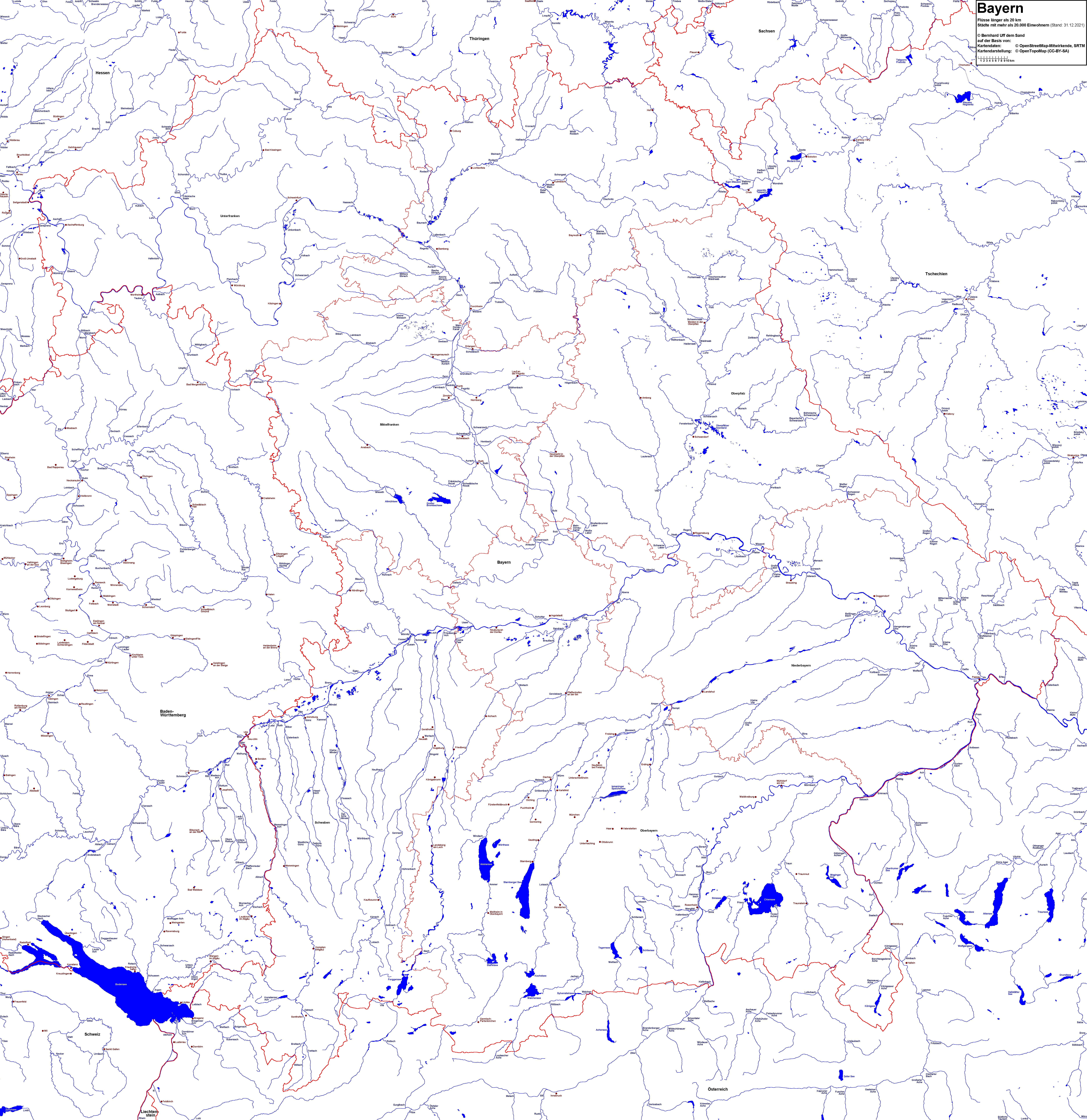
Flüsse in Bayern mit einer Länge von mindestens 20 km

Die Liste der Flüsse in Bayern enthält eine Auswahl von Fließgewässern in Bayern.

## Liste der Flüsse
- Donau
  - rechte Nebenflüsse
    - Iller
      - Breitach (linker Quellfluss)
        - Turabach (linker Quellbach)
        - Derrenbach (mittlerer Quellbach)
        - Bärguntbach (rechter Quellbach)
        - Lüchlebach (links)
        - Gemstelbach (rechts)
        - Wildenbach (rechts)
        - Bach aus dem Pfusertobel (rechts)
        - Zwerenbach (rechts)
        - Schwarzwasserbach (links)
        - Schmiedebach (rechts)
        - Gatterbach (links)
        - Buchenbach (rechts)
        - Hörnlebach (links)
        - Bach aus dem Schanztobel (rechts)
        - Starzlach, auch Rohrmooser Starzlach (links)
          - Hörnlegraben (rechts)
          - Letzenbach (links)

        - Lochbach (links)

      - Stillach (mittlerer Quellfluss)
        -           - Bürgerbach (rechts)
          - Körbergraben (rechts)
          - Seebach (rechts)
          - Rappenbach (rechts)
          - Vorderbergbach (links)
          - Bacherlochbach (rechts)
          - Warmatsgrundbach (links)
          - Schlappoltbach (links)
          - Grundbach (links)
          - Wannenbach (links)

      - Trettach (rechter Quellfluss)
        - Sperrbach (rechts)
        - Traufbach (rechts)
        - Dietersbach (rechts)
        - Oybach (rechts)
          - Schartenbach bzw. Stuibenbach (im Oberlauf)
          - Laufbach (rechts)
          - Seebach (rechts)

        - Faltenbach (rechts)

      - Gaisalpbach
      - Eybach
      - Weiler Ach
        - Bolgenach (linker Quellbach)
        - Schönberger Ach (rechter Quellbach)
        - Leithenbach (links)
        - Stuibenbach (links)

      - Hinanger Bach
      - Leybach
      - Ostrach (rechts)
        - Bärgünd(e)lesbach (rechter Oberlauf)
        - Obertalbach (linker Oberlauf)
        - Bsonderach (links)
        - Hirschbach (rechts)
        - Starzlach (Burgberger Starzlach oder Winkler Starzlach)

      - Gunzesrieder Ach
      - Konstanzer Ach (links)
        - Jugetbach (linker Hauptstrang-Oberlauf)

      - Rottach
      - Waltenhofer Bach
      - Durach
      - Rottach
      - Leubas
      - Aitrach
      - Buxach
      - Memminger Ach
        - Weidenbach (links)
        - Plätzer Bach (rechts)
        - Mühlbach (links)

    - Leibi
    - Roth
    - Biber
      - Osterbach

    - Günz
    - Mindel
      - Eßmühler Bach
      - Kammel

    - Glött
    - Zusam
      - Roth
      - Laugna

    - Schmutter
    - Lech
      - Vils
        - Steinacher Achen

      - Füssener Achen
      - Mühlberger Ach
      - Halblech
        - Trauchgauer Ach

      - Illach
      - Peitnach
      - Schönach
      - Wiesbach
      - Wertach
        - Starzlach (am Oberlauf Wertacher Starzlach)
        - Waldbach
        - Lobach
        - Kirnach
        - Geltnach
        - Gennach
          - Hühnerbach

        - Singold mit Senkelbach – Stadtbach in Augsburg, gespeist aus Wertachwasser, fließt bei der Wertachmündung in die Wertach zurück

      - Proviantbach – Stadtbach in Augsburg, gespeist aus Lechwasser, fließt bei der Wertachmündung in den Lech zurück
      - Stadtbach – Stadtbach in Augsburg, gespeist aus augsburgerischen Stadtbächlein, fließt bei der Wertachmündung in den Lech
      - Münsterer Alte

    - Friedberger Ach – Mündete bis 1555 in den Lech
      - Affinger Bach
      - Kleine Paar

    - Paar
      - Ecknach
      - Krebsbach
        - Silberbrünchen

      - Weilach
      - Sandrach

    - Abens
      - Ilm – Mündete bis etwa 1925 in die Donau

    - Große Laaber
    - Aiterach
    - Isar
      - Pfettrach
      - Sempt
        - Strogen

      - Amper – Abfluss des Ammersees, Fortsetzung der Ammer
        - Glonn
        - Schwebelbach
        - Würm – Abfluss des Starnberger Sees
        - Gröbenbach
        - Maisach

      - Dorfen
      - Moosach
      - Schwabinger Bach – Stadtbach in München, gespeist aus Isarwasser, fließt in die Isar zurück
      - Eisbach – Stadtbach in München, gespeist aus Isarwasser, fließt in die Isar zurück
      - Auer Mühlbach – Stadtbach in München, gespeist aus Isarwasser, fließt in die Isar zurück
      - Loisach
        - Partnach
        - Hammersbach

      - Jachen
      - Rißbach
      - Leutascher Ache

    - Vils
      - Kleine Vils
      - Große Vils
        - Kollbach

    - Wolfach
    - Inn
      - Rott
        - Altbach
        - Gambach
        - Mertseebach
        - Bina

      - Salzach
        - Saalach
        - Götzinger Achen
        - Berchtesgadener Ache (Königsseeache) 
          - Königsseer Ache
          - Ramsauer Ache
            - Wimbach
            - Bischofswieser Ache

      - Alz
        - Traun

      - Isen
      - Mangfall
        - Glonn
          - Braunau
          - Kupferbach

        - Goldbach (auch Mühlbach)
        - Hainerbach
        - Leitzach
        - Schlierach
        - Triftbach
        - Festenbach (auch Moosbach)
          - Dürnbach

        - Steinbach
        - Schwärzenbach
        - Moosbach
        - Kaltenbrunnbach
        - Kalten
        - Tegernsee – Ursprung der Mangfall
          - Weißach
            - Schwarzenbach
            - Albertsbach
            - Klammbach
            - Hofbauernweißach
            - Sagenbach

          - Rottach
          - Alpbach
          - Söllbach
          - Breitenbach
          - Zeiselbach
          - Quirinbach
          - Grambach
          - Weidenbach

      - Kieferbach

  - linke Nebenflüsse
    - Elta
    - Blau
    - Nau
      - Schammenbach

    - Brenz
    - Egau
      - Zwergbach oder Zwerg

    - Kessel
      - Sinnenbach

    - Wörnitz
      - Ampfrach
      - Rohrach
        - Safranbach

      - Sulzach
      - Schwalb
      - Eger
        - Mauch

    - Altmühl
      - Schambach
      - Rohrach
      - Weiße Laber
        - Wissinger Laber

      - Sulz
      - Störzelbach
      - Weihergraben
        - Brünnleingraben

      - Schwarzach
        - Anlauter

    - Schwarze Laber
    - Naab
      - Luhe
      - Ehenbach
      - Pfreimd
      - Schwarzach
      - Fensterbach
      - Vils

    - Regen
      - Weißer Regen
      - Schwarzer Regen
        - Teisnach
        - Großer Regen
        - Kleiner Regen

      - Chamb
      - Perlbach

    - Kinsach
      - Schönsteiner Bach

    - Mehnach
    - Bogenbach
    - Schwarzach
    - Kleine Ohe (Donau)
    - Gaißa
    - Ilz
      - Große Ohe
        - Mitternacher Ohe

      - Kleine Ohe (Ilz)
      - Wolfsteiner Ohe
        - Reschbach
        - Saußbach
        - Osterbach

    - Erlau
    - Ranna
- Main
  - Quellflüsse
    - Weißer Main
    - Roter Main

  - rechte Nebenflüsse
    - Schorgast
    - Rodach
      - Wilde Rodach
      - Krebsbach
      - Steinach
        - Krebsbach

      - Haßlach
        - Kronach

    - Itz
    - Wern
    - Fränkische Saale
    - Nassach (Main)

  - linke Nebenflüsse
    - Weismain
      - Krassach

    - Aalbach
    - Tauber
    - Regnitz
      - Rednitz/Pegnitz – fließen in Fürth zusammen und bilden von da an die Regnitz
        - Rezat – bestehend aus Fränkischer Rezat und Schwäbischer Rezat
          - Banzerbach
            - Walkerszeller Bach

          - Felchbach
            - Engelbach
            - Ringelbach
            - Bruckbach
            - Rohrbach
              - Stickelgraben

            - Frommbach
            - Schleifersbach

          - Arbach
            - Arbachgraben

          - Brombach
            - Weilerbach
            - Igelsbach

          - Iglseebach
            - Erbsenbach
            - Haselgraben
            - Ringelwurmgraben
            - Steingraben

          - Roter Graben
          - Ottmarsfelder Graben
          - Vorderer Troppelgraben
          - Hinterer Troppelgraben
          - Kühlbach
          - Röttenbach
          - Maukbach
          - Karlsgraben

      - Schwabach
      - Wiesent
      - Aisch
- Chiemseezuflüsse
  - Tiroler Ache
  - Prien

- „Sächsische“ Saale
  - Obere Regnitz, Südliche Regnitz
  - Untere Regnitz, Nördliche Regnitz
  - Selbitz
- Eger
- Rhein (Bodensee)
- Argen (in Baden-Württemberg)
  - Obere Argen
    - Röthenbach
    - Harratrieder Bach
    - Jugetach
    - Stiefenhofer Bach
    - Grünenbach

  - Untere Argen
    - Weitnauer Bach
    - Wengener Argen
    - Maierhöfener Bach
    - Rotbach
- Eschbach
- Oberreitnauer Ach
- Rickenbach (Bodensee)
- Leiblach
  - Rickenbach (Leiblach)
- Bregenzer Ach (in Österreich)
  - Subersach (in Österreich)
    - Rubach (Schönbach, Achbach)

  - Weißach
    - Lanzenbach
    - Eibelebach
    - Bolgenach
      - Lecknerbach

  - Rotach

## Liste von Flüssen über 50 km
| Name                     | Vorfluter        | Gesamtlänge in km | Länge in Bayern in km | EZG Gesamt in km² | Quellgebiet Landschaft       | Quellgebiet Regierungsbezirk | Quellhöhe Hauptstrang in m ü. NN | Mündungs- höhe in m ü. NN | Höhenunter- schied in m | Abfluss Mq in l/(s km²) | Abfluss MQ in m³/s |
| ------------------------ | ---------------- | ----------------- | --------------------- | ----------------- | ---------------------------- | ---------------------------- | -------------------------------- | ------------------------- | ----------------------- | ----------------------- | ------------------ |
| Main                     | Rhein            | 0553,000          | 407,53                | 027.292,00        | Fichtelgebirge               | Oberfranken                  | 0887                             | 082                       | 0805                    | 09,1                    | 0164,0             |
| Donau                    | -                | 2.856,00          | 380,84                | 817.000,00        | -                            | -                            | -                                | .                         | .                       | 18,7                    | 1430,0             |
| Isar                     | Donau            | 0292,300          | 270,53                | 08.964,57         | -                            | -                            | -                                | .                         | .                       | 20,7                    | 0175,0             |
| Inn                      | Donau            | 0517,00           | 218,76                | 026.130,00        | -                            | -                            | -                                | -                         | -                       | 28,4                    | 0738,0             |
| Altmühl                  | Donau            | 0196,19           | 196,19                | 03.258,36         | Frankenhöhe                  | Mittelfranken                | 0460                             | 339                       | 0121                    | 07,5                    | 024,3              |
| Amper                    | Isar             | 0168,00           | 168,00                | -                 | Ammergebirge                 | Oberbayern                   | 0850                             | 407                       | 0443                    | 14,6                    | 045,0              |
| Lech                     | Donau            | 0256,00           | 166,46                | 03.919,00         | -                            | -                            | -                                | -                         | -                       | 29,8                    | 0114,0             |
| Fränkische Saale         | Main             | 0140,18           | 140,18                | 02.766,45         | Grabfeld                     | Unterfranken                 | 0313                             | 154                       | 0159                    | 07,8                    | 016,6              |
| Iller                    | Donau            | 0147,00           | 139,47                | 02152,00          | Allgäuer Alpen               | Schwaben                     | 0783                             | 468                       | 0315                    | 33,1                    | 070,1              |
| Wertach                  | Lech             | 0141,00           | 141,00                | 01.441,24         | Allgäuer Alpen               | Schwaben                     | 1720                             | 461                       | 1.251                   | 25,2                    | 016,9              |
| Paar                     | Donau            | 0134,42           | 134,42                | 01.631,52         | Fürstenfeldbrucker Hügelland | Oberbayern                   | 0572                             | 354                       | 0218                    | 07,8                    | 09,4               |
| Wörnitz                  | Donau            | 0131,81           | 131,81                | 01.686,30         | Frankenhöhe                  | Mittelfranken                | 0490                             | 395                       | 095                     | 08,7                    | 05,1               |
| Pegnitz                  | Regnitz          | 0113,46           | 113,46                | 01.230,32         | Fränkische Alb               | Oberfranken                  | 0426                             | 282                       | 0144                    | 09,6                    | 011,5              |
| Rott                     | Inn              | 0112,60           | 112,60                | 01.200,01         | Isar-Inn-Hügelland           | Niederbayern                 | 0472                             | 301                       | 0111                    | 08,9                    | 09,3               |
| Regen                    | Donau            | 0190,90           | 190,90                | 02.878,13         | Bayerischer Wald             | Oberpfalz                    | 0381                             | 325                       | 056                     | 14,6                    | 037,7              |
| Loisach                  | Isar             | 0113,20           | 098,79                | 01.089,71         | -                            | -                            | -                                | -                         | -                       | 59,1                    | 056,4              |
| Friedberger Ach          | Donau            | 0100,53           | 100,510               | 0601,95           | Landsberger Platten          | Oberbayern                   | 0597                             | 385                       | 0212                    | -                       | -                  |
| Naab                     | Donau            | 097,77            | 097,77                | 05.514,14         | Oberpfälzer Wald             | Oberpfalz                    | 0394                             | 333                       | 061                     | 09,1                    | 050,3              |
| Zusam                    | Donau            | 097,46            | 097,46                | -                 | Allgäuer Alpen               | Schwaben                     | 0630                             | 395                       | 0235                    | 08,9                    | 04,4               |
| Schmutter                | Donau            | 095,77            | 095,77                | 0505,96           | Obere Lech- Wertach-Ebene    | Schwaben                     | 0630                             | 395                       | 0235                    | 08,7                    | 03,1               |
| Große Laber              | Donau            | 088,19            | 088,19                | 0874,80           | Donau-Isar Hügelland         | Niederbayern                 | 0485                             | 314                       | 0171                    | 05,7                    | 02,3               |
| Vils                     | Naab             | 087,64            | 087,64                | 01.238,74         | Oberpfälzer Wald             | Oberpfalz                    | 0453                             | 338                       | 0115                    | 09,6                    | 010,6              |
| Schwarzach               | Rednitz          | 085,98            | 085,98                | 0304,30           | Fränkische Alb               | Oberpfalz                    | 0516                             | 312                       | 0204                    | 09,7                    | 03,0               |
| Aisch                    | Regnitz          | 084,18            | 084,18                | 01.006,80         | Windsheimer Bucht            | Mittelfranken                | 0319                             | 244                       | 075                     | 05,1                    | 04,8               |
| Ilm                      | Abens            | 083,31            | 083,31                | 0579,08           | Donau-Isar Hügelland         | Oberbayern                   | 0482                             | 347                       | 0135                    | 07,9                    | 04,6               |
| Vils                     | Donau            | 082,63            | 082,63                | 01445,00          | Donau-Isar Hügelland         | Oberbayern                   | 0425                             | 297                       | 0128                    | 07,3                    | 010,5              |
| Isen                     | Inn              | 081,02            | 081,02                | 0586,40           | Isen-Sempt-Hügelland         | Oberbayern                   | 0626                             | 369                       | 0259                    | 10,3                    | 05,6               |
| Mindel                   | Donau            | 080,82            | 080,82                | 0953,00           | Allgäuer Alpen               | Schwaben                     | 0760                             | 430                       | 0330                    | 12,7                    | 012,0              |
| Fränkische Rezat         | Rednitz          | 078,84            | 078,84                | 0456,00           | Frankenhöhe                  | Mittelfranken                | 0452                             | 342                       | 0110                    | 05,8                    | 02,2               |
| Wiesent                  | Regnitz          | 078,48            | 078,84                | 01041,00          | Fränkische Alb               | Oberfranken                  | 0445                             | 240                       | 0205                    | 10,8                    | 07,1               |
| Schwarze Laber           | Donau            | 077,87            | 077,87                | -                 | Oberpfälzer Wald             | Oberpfalz                    | 0524                             | 333                       | 0191                    | 07,3                    | 03,1               |
| Kammel                   | Mindel           | 074,01            | 074,01                | 0259,83           | Iller-Lech-Platte            | Schwaben                     | 0704                             | 439                       | 0265                    | -                       | -                  |
| Abens                    | Donau            | 071,60            | 071,60                | 01.020,07         | Donau-Isar Hügelland         | Niederbayern                 | 0504                             | 347                       | 0157                    | 07,7                    | 02,8               |
| Wern                     | Main             | 071,48            | 071,60                | 0600,89           | Wern-Lauer-Platten           | Unterfranken                 | 0285                             | 152                       | 0133                    | 04,5                    | 02,6               |
| „Sächsische“ Saale       | Elbe             | 0413,00           | 069,85                | 0 24.167,00       | Fichtelgebirge               | Oberfranken                  | 0704                             | -                         | -                       | -                       | -                  |
| Haidenaab                | Naab             | 069,41            | 069,41                | 0724,36           | Oberpfälzer Wald             | Oberfranken                  | 0686                             | 380                       | 0306                    | 09,0                    | 06,4               |
| Baunach                  | Main             | 065,96            | 065,96                | 0426,50           | Haßberge                     | Unterfranken                 | 0445                             | 232                       | 0213                    | 05,6                    | 02,3               |
| Itz                      | Main             | 078,99            | 065,10                | 01.030,46         | -                            | -                            | -                                | -                         | -                       | 09,9                    | 09,3               |
| Alz                      | Inn              | 063,54            | 063,54                | 02.238,60         | Chiemgauer Alpen             | Oberbayern                   | 0518                             | 360                       | 0158                    | 30,7                    | 068,8              |
| Sinn                     | Fränkische Saale | 070,23            | 063,52                | 0622,46           | Rhön                         | Unterfranken                 | 0671                             | 154                       | 0517                    | 12,3                    | 07,7               |
| Tirschenreuther Waldnaab | Waldnaab         | 060,92            | 060,92                | -                 | Oberpfälzer Wald             | Oberpfalz                    | 0816                             | 424                       | 0392                    | -                       | -                  |
| Längenmühlbach           | Isar             | 060,58            | 060,58                | 0231,08           | Unteres Isartal              | Niederbayern                 | 0384                             | 318                       | 066                     | -                       | -                  |
| Salzach                  | Inn              | 0225,00           | 059,57                | 06.704,00         | -                            | -                            | -                                | -                         | -                       | 37,9                    | 0251,0             |
| Mangfall                 | Inn              | 058,25            | 058,25                | 01.099,00         | Mangfallgebirge              | Oberbayern                   | 0444                             | 282                       | 0282                    | 24,5                    | 026,9              |
| Reiche Ebrach            | Regnitz          | 056,63            | 056,63                | 0296,70           | Steigerwald                  | Unterfranken                 | 0460                             | 242                       | 0218                    | 06,2                    | 01,7               |
| Günz                     | Donau            | 054,58            | 054,58                | 0710,00           | Donau-Iller-Lech-Platte      | Schwaben                     | 0575                             | 440                       | 0135                    | 14,1                    | 08,3               |
| Pfreimd                  | Naab             | 076,50            | 053,92                | 0595,05           | -                            | -                            | -                                | -                         | -                       | 10,1                    | 06,0               |
| Weißer Main              | Main             | 051,72            | 051,72                | 0637,17           | Fichtelgebirge               | Oberfranken                  | 0887                             | 298                       | 0589                    | 14,5                    | 09,2               |
| Glonn                    | Amper            | 051,82            | 051,82                | 0405,00           | Donau-Isar Hügelland         | Oberbayern                   | 0525                             | 440                       | 085                     | 08,4                    | 03,2               |
|                          |                  |                   |                       |                   |                              |                              |                                  |                           |                         |                         |                    |

(große Flüsse fett gedruckt)

## Bilder bedeutender Flüsse

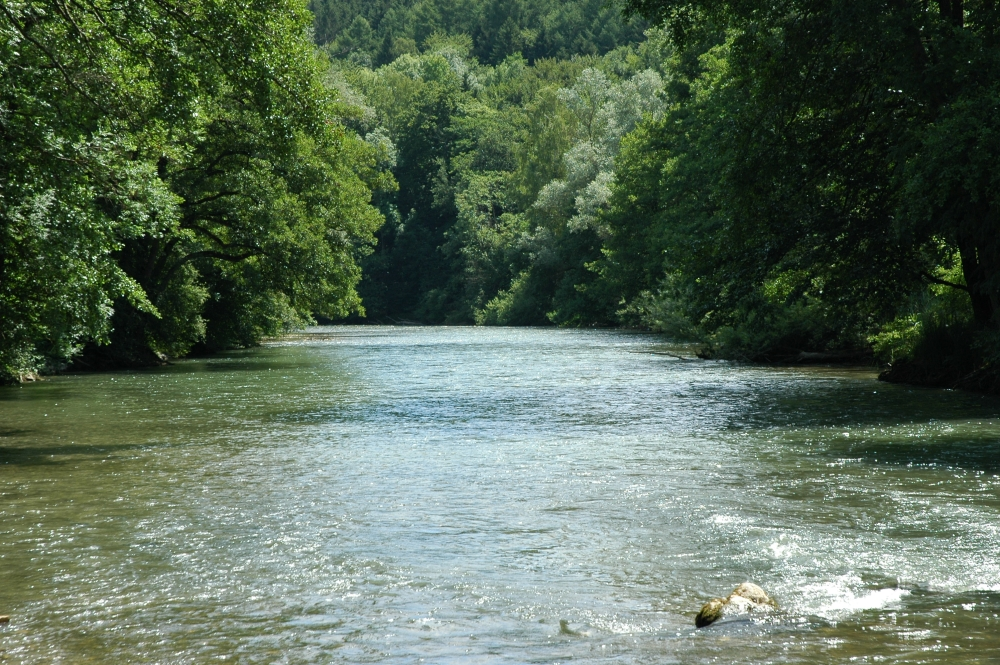
Die Amper bei Fürstenfeldbruck
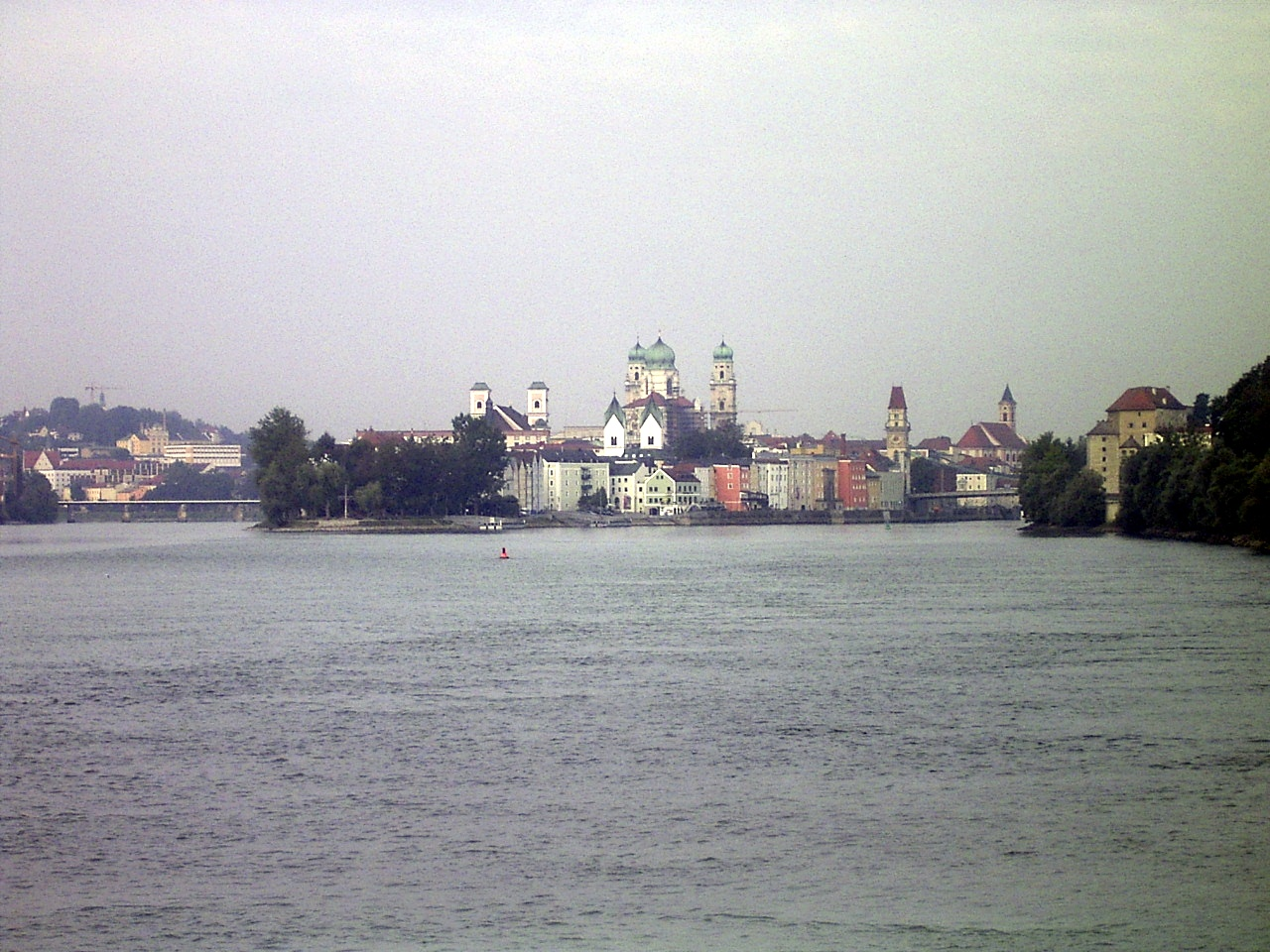
Die Donau nach Passau
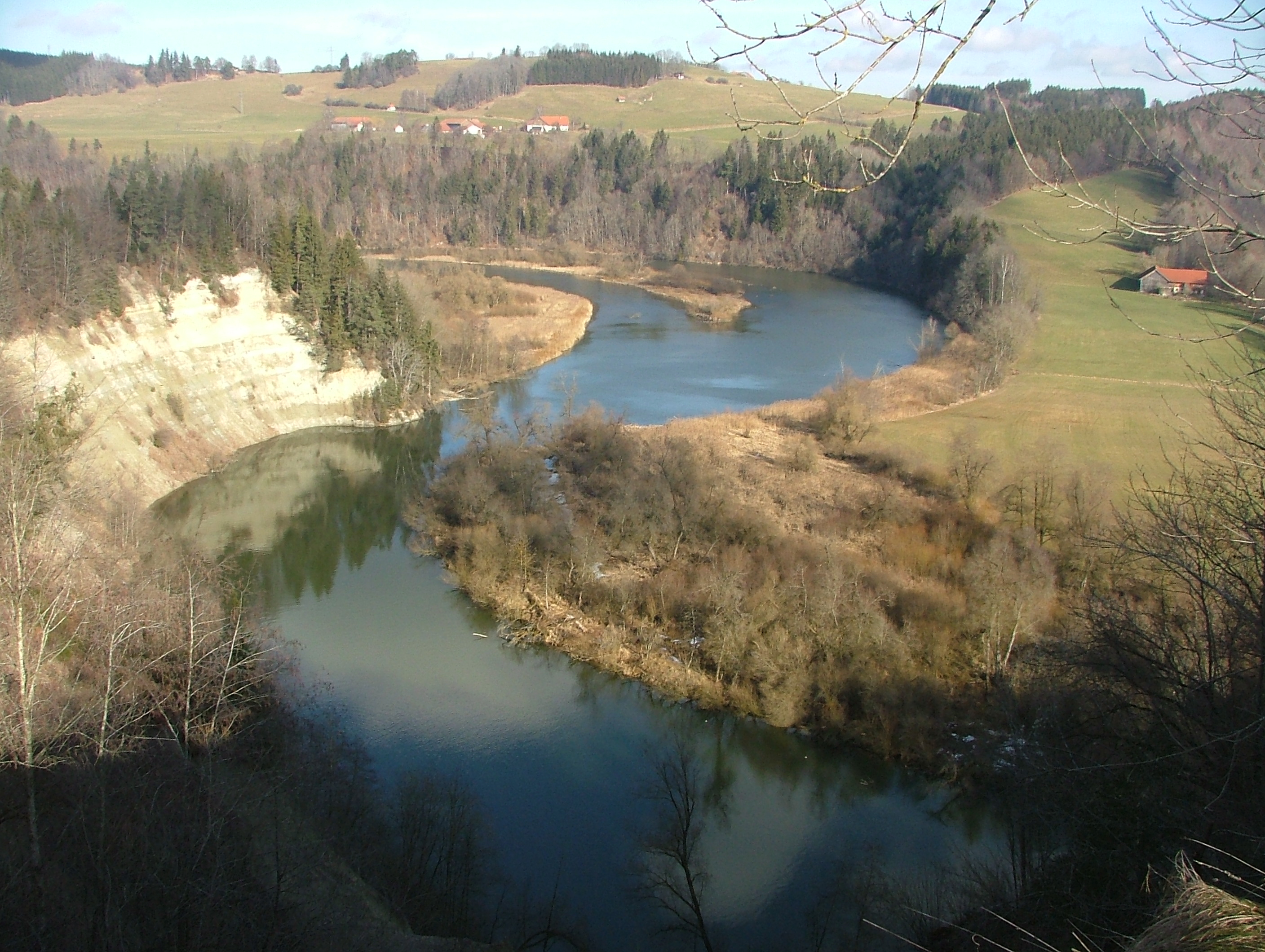
Die Iller bei Altusried
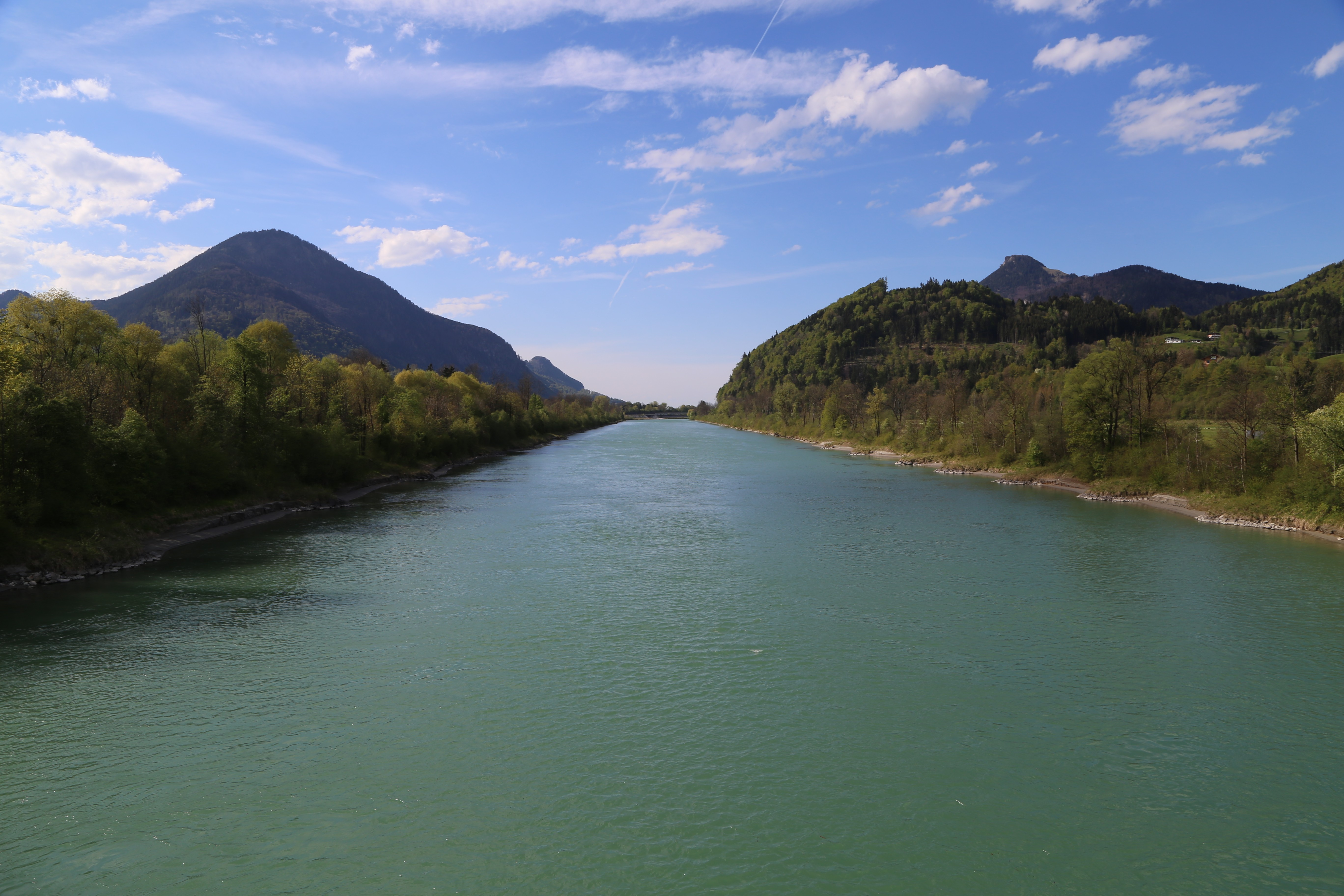
Der Inn bei Oberaudorf
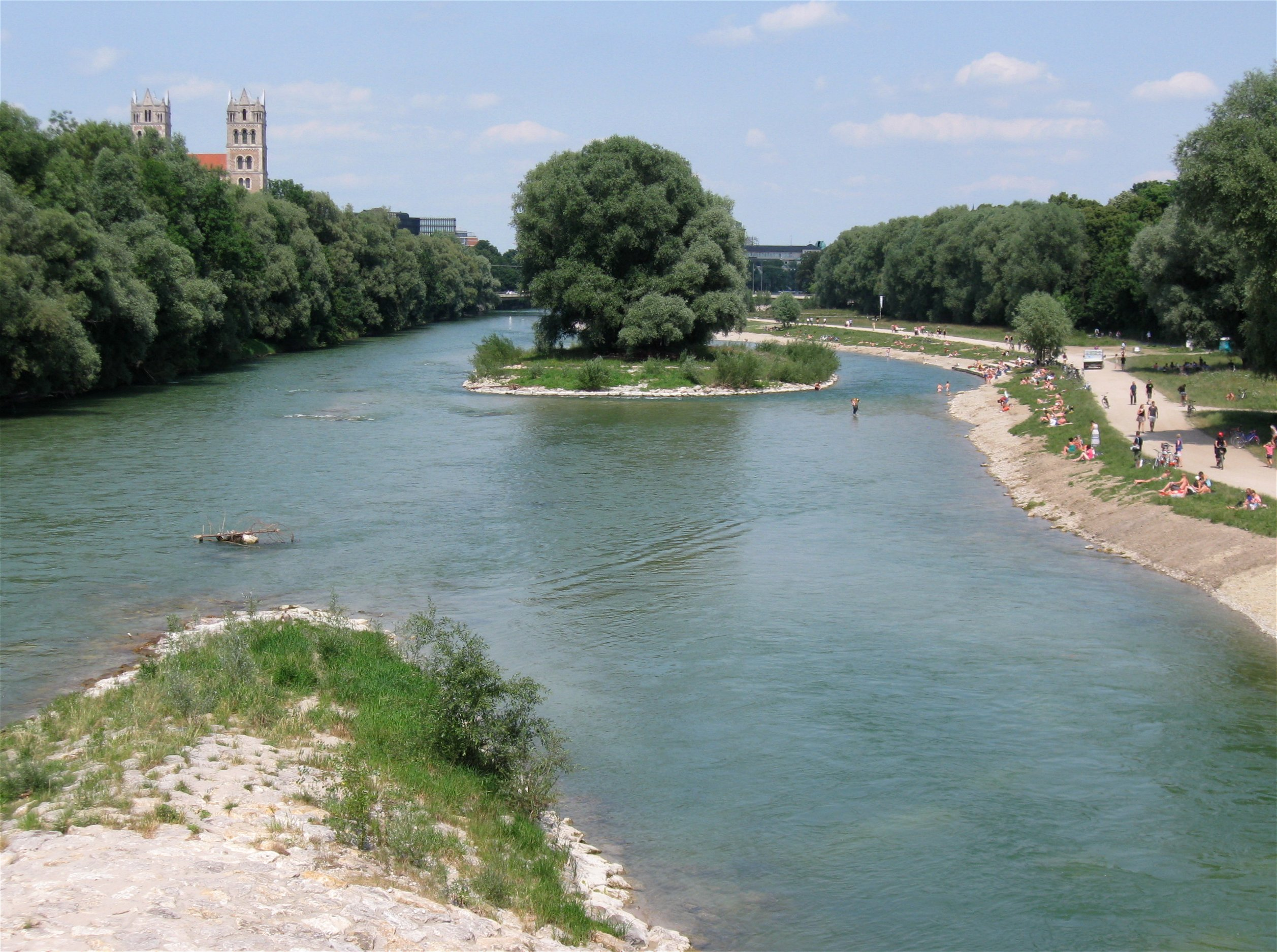
Die Isar in München
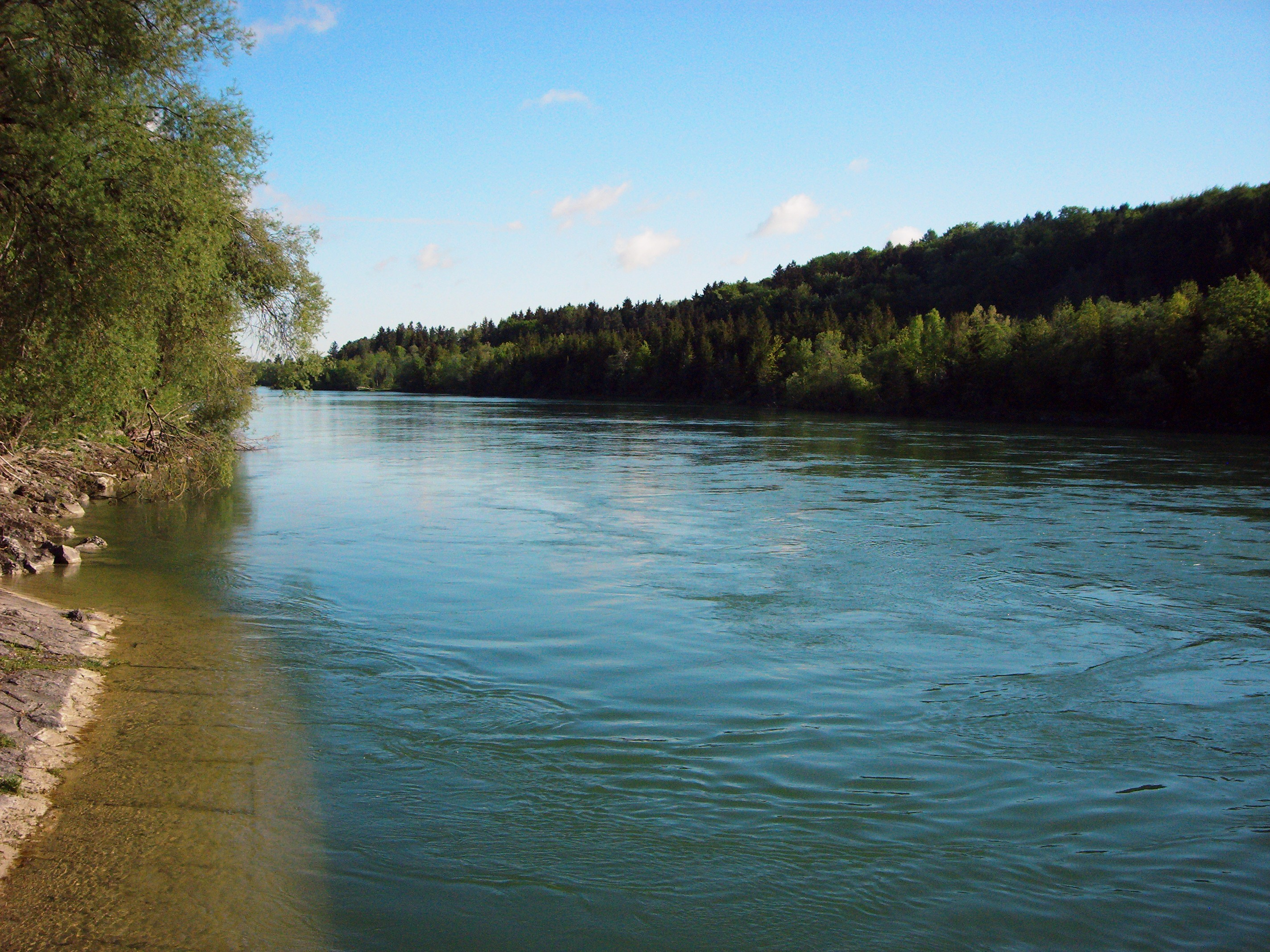
Der Lech in Seestall
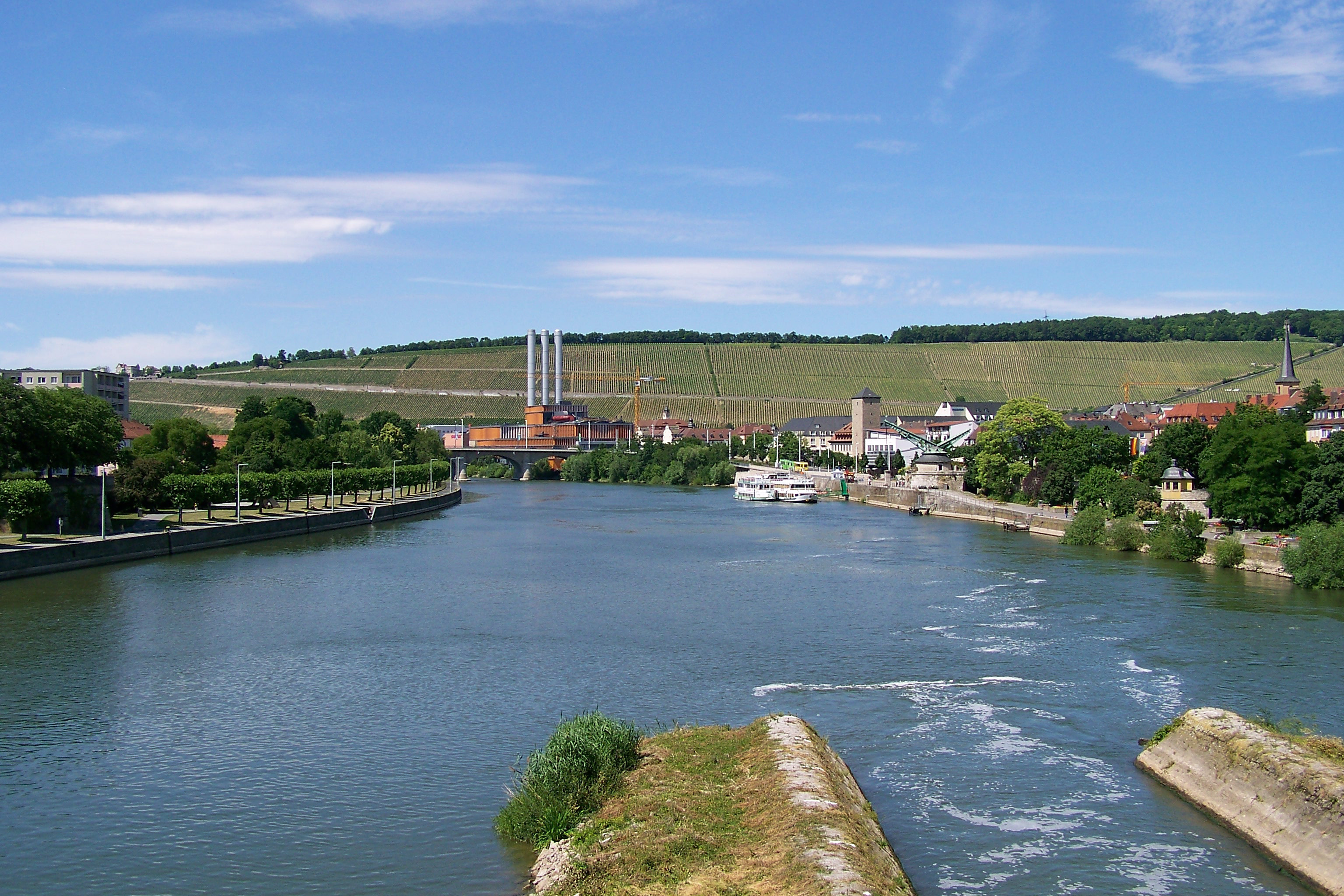
Der Main in Würzburg
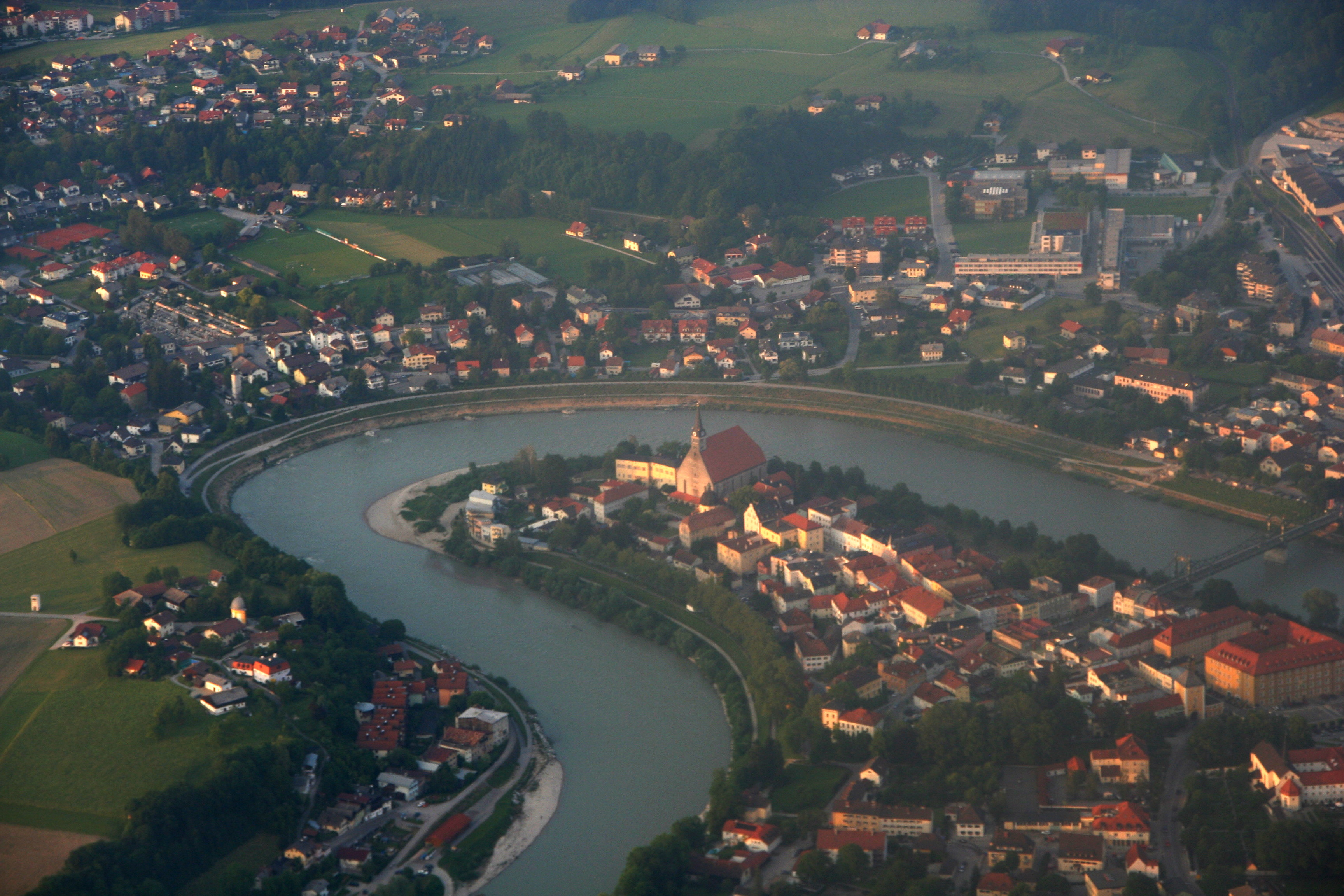
Die Salzach in Laufen